# Just a Girl
Just a Girl è una canzone del gruppo musicale californiano No Doubt, estratta come singolo discografico nel 1995 e contenuta nell'album Tragic Kingdom.

## Descrizione
Il brano è stato scritto da Gwen Stefani e Tom Dumont, prodotto da Matthew Wilder, registrato da Phil Kaffel e George Landress e mixato da Holman e Paul Palmer.
Descrive l'esasperazione con cui venivano descritte le ragazze e in generale le figure femminili. Secondo gli autori, infatti, lo stereotipo di ragazza era rappresentato con un carattere debole e con un uomo accanto che doveva prendersi cura di loro. Inoltre l'autrice si sofferma sul fatto che i padri di queste ragazze sono spesso preoccupati al pensiero delle figlie, che si ritirano tardi e che guidano la macchina da sole per rincasare la sera.

## Video musicale
Il video musicale del brano è stato diretto da Mark Kohr.

## Cover
- Il duo di musica country statunitense Bomshel ha realizzato una cover inserita nell'album del 2009 Fight Like a Girl.
- Miranda Cosgrove ha cantato una cover del brano durante il suo Dancing Crazy Tour (2011).
- Pink durante il Beautiful Trauma World Tour canta alcune strofe nell'esecuzione di Funhouse presente sull'album All I Know So Far: Setlist.

## Tracce
| American CD maxi single 1. Just a Girl – 3:32 2. Different People – 4:38 3. Open the Gate – 3:38 American CD single 1. Just a Girl – 3:31 2. Different People – 4:34 British cassette single 1. Just a Girl (radio edit) – 3:29 2. Just a Girl (live) – 5:37 3. Hey You (live) – 3:21 4. Ob-La-Di, Ob-La-Da – 3:36 | European CD single 1. Just a Girl – 3:32 2. Just a Girl (live) – 5:39 3. Don't Speak (live) – 5:28 4. Hey You (live) – 3:20 German CD single 1. Just a Girl – 3:29 2. Different People – 4:34 3. Open the Gate |

## Classifiche
| Classifica (1995) | Massima posizione |
| ----------------- | ----------------- |
| SvizzeraChart     | 31                |
| Austria           | 21                |
| Francia           | 28                |
| OlandaChart       | 14                |
| Belgio            | 30                |
| Svezia            | 14                |
| Norvegia          | 4                 |
| Australia         | 3                 |
| Nuova Zelanda     | 9                 |

## Formazione
Gruppo
- Gwen Stefani – voce
- Eric Stefani – chitarra, tastiere
- Tom Dumont - chitarra
- Tony Kanal – basso
- Adrian Young – batteria, percussioni

Altri musicisti
- Matthew Wilder - produzione, tastiere addizionali